# Мартынко
«Мартынко» — советский рисованный мультфильм режиссёра Эдуарда Назарова, созданный по одноимённой сказке Бориса Шергина.

## Сюжет
Солдат Мартынко попадает на гауптвахту за то, что ушёл с поста поиграть в футбол и ненароком запустил мячом в генеральшу. В столе своей камеры он находит волшебные карты, при виде которых любой готов сыграть и поставить последние штаны, а выигрывает с ними всегда только хозяин. Первым делом он обчищает надзирателя, выиграв и деньги, и кисет, и, наконец, ключи.
Оставив надзирателя в камере с его нехитрым имуществом и выйдя на свободу, шулер Мартынко на рынке зарабатывает первый капитал и отправляется в высшее общество. Там он продолжает обчищать господ направо и налево. Под конец Мартынко обыгрывает самого царя, и тот решает сделать бывшего солдата таможенным министром.
Обслуживая иностранцев за своим министерским столом, шулер продолжает пускать в ход карты и приносит царю немалый доход. Однако «иноземцы решили Мартынку потушить». Влюблённая в министра царевна Раиска опаивает его снотворным, а её слуги ночью выбрасывают его в канаву в одном исподнем, где, проснувшись, герой находит волшебные яблоки. Зелёные яблоки делают человека красавцем, а красные — растят рога. План мести созревает тут же.
Под видом торговца Мартынко даёт на пробу служанке Раиски, старухе Машке, зелёное яблоко. Машка, надкусив яблоко, тут же молодеет, хорошеет и убегает во дворец, где рассказывает царевне про яблоки. Раиска приказывает принести ей яблок. Машка возвращается с красными яблоками, и на голове царевны, съевшей яблоки, вырастают огромные ветвистые рога, похожие на дерево. Во дворце паника, всех торговцев яблоками берут под арест.
Вновь переодевшись, Мартынко под видом лекаря проникает во дворец на консилиум и даёт царевне зелёные яблоки. Тощая Раиска избавляется от рогов, а затем добреет, и Мартынко в неё моментально влюбляется. Царевна признаётся избавителю в своей давней любви к нему, а обрадованный царь-отец одобряет такой брак. Волшебные карты, оставленные на подоконнике, сквозняком смахиваются на улицу и летят по городу.

## История создания
- Самый длинный мультфильм Эдуарда Назарова — 10 минут 26 секунд.
- Эдуард Назаров не просто озвучил царя и других мужских персонажей, но и, входя с Куравлёвым в образы, по-настоящему играл с ним в карты.
- В мультфильме звучат три романса в исполнении Вари Паниной: в эпизоде, где царевна Раиска предлагает Мартынко отдать карты, звучит романс «Уголок», в сцене, где служанка сообщает Раиске о яблоках, звучит романс «Не тверди», а в финальных титрах — романс «Как хорошо».

## Над фильмом работали
- Автор сценария и Кинорежиссёр: Эдуард Назаров
- Художник-постановщик: Виктор Чугуевский
- Кинооператор: Михаил Друян
- Звукооператор: Борис Фильчиков
- Художники-мультипликаторы: Андрей Смирнов, Галина Зеброва, Анатолий Абаренов, Эльвира Маслова, Андрей Игнатенко, Наталия Богомолова
- Художники: Игорь Олейников, Елена Боголюбова, Раиса Панова, Евгения Цанева, Ольга Гришанова, М. Рябикова, Геннадий Морозов, Любовь Горелова, Анна Вронская
- Ассистент режиссёра: Татьяна Лытко
- Монтажёр: Наталия Степанцева
- Редактор: Раиса Фричинская
- Директор съёмочной группы: Р. Соколова

## Роли озвучивали
| Актёр           | Роль                                                           |
| --------------- | -------------------------------------------------------------- |
| Леонид Куравлёв | Мартынко                                                       |
| Нина Корниенко  | Раиска                                                         |
| Нина Русланова  | служанка Машка                                                 |
| Эдуард Назаров  | царь, рассказчик, эпизодические персонажи (в титрах не указан) |

## Награды
- Официальный выбор на международном фестивале в Шанхае (Китай), 1988 год.